# Ester Mieli
Ester Mieli (Roma, 24 aprile 1976) è una politica italiana.

## Biografia
È nata il 22 aprile 1976 a Roma, dove tuttora vive. È nipote dello scrittore e superstite dell'olocausto italiano Alberto Mieli. Dopo aver conseguito la maturità scientifica presso il liceo "Renzo Levi" di Roma, si laurea in sociologia presso l'Università degli Studi "La Sapienza" e consegue il diploma universitario triennale in studi ebraici "Renzo Gattegna", organizzato dall'UCEI. Giornalista di professione, ha collaborato con Il Sole 24 Ore, Libero, Il Tempo e Metro e dal 2021 fa parte della redazione del programma televisivo Zona bianca, in onda su Rete 4. È stata portavoce della comunità ebraica di Roma.

## Attività politica
Alle elezioni politiche anticipate del 2022 si candida al Senato della Repubblica nel collegio uninominale Lazio - 04 (Roma: Municipio VII), sostenuta dalla coalizione di centro-destra in quota Fratelli d'Italia, risultando eletta con il 37,49% (pari a 165.519 voti) davanti a Monica Cirinnà del centro-sinistra (30,94%) ed a Giulia Lupo del Movimento 5 Stelle (15,52%).

## Opere
- Ester Mieli (con Alberto Mieli), Eravamo ebrei: questa era la nostra unica colpa (Venezia: Marsilio, 2016).